# Escândalo (1989)
Scandal (bra: Escândalo ou Escândalo - A História Que Seduziu o Mundo; prt: Escândalo) é um filme britânico de 1989, do gênero drama histórico, dirigido por Michael Caton-Jones, com roteiro baseado no famoso caso Profumo, ocorrido em 1963.

## Sinopse
No final dos anos 1950, uma prostituta se envolve com o Ministro da Defesa inglês e um adido soviético causando um grande escândalo político e a exoneração de figuras importantes do Parlamento.

## Elenco
- John Hurt .... Stephen Ward
- Joanne Whalley .... Christine Keeler
- Bridget Fonda ...  Mandy Rice-Davies
- Ian McKellen .... John Profumo
- Leslie Phillips .... Lord Astor
- Britt Ekland .... Mariella Novotny
- Jeroen Krabbé .... Eugene Ivanov
- Daniel Massey .... Mervyn Griffith-Jones
- Roland Gift .... Johnnie Edgecombe
- Jean Alexander .... Mrs. Keeler
- Alex Norton ... . detetive inspetor
- Ronald Fraser
- Paul Brooke .... detetive John

## Principais prêmios e indicações
Globo de Ouro 1990 (EUA)
- Indicado: Melhor atriz coadjuvante/secundária (Bridget Fonda)[4]